# Josep Picó
Josep Picó Lladó (Sabadell, 12 april 1964) is een voormalig Spaanse waterpoloër.
Josep Picó nam eenmaal deel aan de Olympische Spelen, in 1992. Hij eindigde met het Spaanse team op de tweede plaats.
Daniel Ballart · 
Manuel Estiarte · 
Pedro García · 
Salvador Gómez · 
Marco Antonio González · 
Rubén Michavila · 
Miguel Ángel Oca · 
Sergi Pedrerol · 
Josep Picó · 
Jesús Rollán · 
Ricardo Sánchez · 
Jordi Sans